# هارولد بارون
هارولد بارون (انگلیسی: Harold Barron؛ ۲۹ اوت ۱۸۹۴ – October 5, 1978 (aged 84)) ورزشکار دو و میدانی اهل ایالات متحده آمریکا بود.
وی در مسابقات کشوری و بین‌المللی در مجموع برندهٔ ۱ مدال نقره شده‌است.